# American Philosophical Quarterly
The American Philosophical Quarterly (APQ ) é um periódico acadêmico revisado por pares que cobre a filosofia. Foi estabelecido em 1964 por Nicholas Rescher e é publicado trimestralmente pela Editora da universidade de Illinois sob licença da Publicação Norte-americana de Filosofia.

## Artigos notáveis
- "Causas e Condições" (1965) - JL Mackie
- "Indicadores e quase indicadores" (1967) - Hector-Neri Castañeda
- "Verdade na ficção" (1978) - David Lewis
- "Superveniência e incomensuráveis nomológicos" (1978) - Jaegwon Kim
- "The Corporation as a Moral Person" (1979) - Peter A French
- "On Reasoning about Values" (1980) - Wilfred Sellars
- "From Exasperating Virtues to Civic Virtues" (1996) - Amélie Oksenberg Rorty
- "The Enforcement of Morality" (2000) - John Kekes